# Русаниха (деревня)
Русаниха — деревня в Кирилловском районе Вологодской области.
Входит в состав Коварзинского сельского поселения, с точки зрения административно-территориального деления — в Коварзинский сельсовет.
Расстояние по автодороге до районного центра Кириллова — 48 км, до центра муниципального образования Коварзино — 12 км. Ближайшие населённые пункты — Карповская, Чекишево, Заболотье, Алферовская, Молоди, Князево.
По переписи 2002 года население — 2 человека.